# Syntax
| Syntax |
| --- |
| Satser och meningar sätts samman enligt en viss logik – syntaxen. - Betydelse – reglerna för hur ord sätts samman till satser och meningar - Bakgrund – från grekiskans σύνταξις (sýntaxis; 'sammanställning') - Exempel på byggstenar – subjekt, predikat, objekt och adverbial |

Syntax [sʏnˈtaks] (av grekiska σύνταξις, sýntaxis; "sammanställning", av σύν, "samman", och τάξις, "ordning", "sekvens") eller satslära är en del av grammatiken. Den syftar på hur man sätter samman ord (lexem) eller böjningsformer till grupper av ord (fraser), satser och meningar.

## Användning och bakgrund

### Frasernas funktion
Fraserna i en sats kan vara av olika typ, inklusive som nominalfraser (något förenklat substantivfraser), verbfraser, adjektivfraser och prepositionsfraser. Exempel på en substantivfras är "en liten rödhake", exempel på en verbfras "har sjungit" och exempel på en prepositionsfras "utanför mitt fönster".
I en sats har fraserna olika funktion (motsvarande olika satsdelar); exempel på sådana är subjekt, predikat, objekt och adverbial. I satsen "En liten rödhake har sjungit utanför mitt fönster" fungerar nominalfrasen "en liten rödhake" som subjekt, "har sjungit" som predikat och utanför mitt fönster som (rums)adverbial.

### Ordklasser och teorier
Man brukar dela in ord i ordklasser (substantiv, adjektiv, verb med mera) i första hand efter sin böjning, i andra hand efter funktion i frasen eller satsen. Kategoriseringen i ordklasser går i västerländsk tradition tillbaka till den grekiske grammatikern Dionysios Thrax. Modern forskning om syntax i naturliga språk är inriktad mot deskriptiv grammatik, vilken bland annat vill beskriva reglerna för den allmänspråkliga syntaxen. 
Det finns många teorier inom formell syntax. Dessa teorier har genom historien varierat i inflytande. De flesta syntaxteorierna har minst två egenskaper gemensamt. För det första grupperar de hierarkiskt underenheter i konstituerande enheter (fraser), och för det andra ger de något regelsystem för att förklara mönster för vilka konstruktioner som är acceptabla/grammatiska respektive oacceptabla/ogrammatiska. De flesta formella syntaxteorier erbjuder förklaringar av de systematiska förhållandena mellan syntaktisk form och semantisk mening. 

### Semiotik med mera
Det tidigaste ramverket för semiotik (studiet av tecken) upprättades av Charles W. Morris 1938 i boken Foundations of the Theory of Signs. Syntax definieras i det sammanhanget som det första av semiotikens tre underfält, där det andra är semantik (studiet av relationen mellan tecknen och de objekt som de syftar på), och det tredje pragmatik (relationen mellan teckensystemet och användaren).
Inom ramen för generativ transformationsgrammatik representeras strukturen hos en sats av frasstrukturträd, även kallade frasmarkörer och träddiagram. Sådana träd ger information om de satser som de representerar genom att visa de hierarkiska relationerna mellan deras beståndsdelar.
Det finns olika teorier om hur man bäst kan framställa grammatiker så att man vid systematisk tillämpning av reglerna kan komma fram till varje frasmarkör (och därmed varje sats i språket). De vanligaste är frasstrukturgrammatiker och ID/LP-grammatiker. Dependensgrammatik är en grupp syntaktiska teorier som är åtskild från generativ grammatik. I dependensgrammatiken bestäms strukturen av förhållandet mellan styrande och avhängiga ord. En skillnad från frasstrukturgrammatik är att dependensgrammatik inte har fraskategorier. Algebraisk syntax är en typ av dependensgrammatik.

### Senare år
Ett modernt tillvägagångssätt för att kombinera riktiga beskrivningar av språkets grammatiska mönster med deras funktion i kontext är systemisk-funktionell grammatik. Denna utvecklades ursprungligen av Michael A.K. Halliday (som såg på språket som ett nätverk av system) på 1960-talet och nu bedrivs aktivt i alla världsdelar. Systemisk-funktionell grammatik är besläktad både med särdragsbaserade inriktningar såsom Head-driven phrase structure grammar och de äldre funktionella traditionerna i europeiska språkvetenskapliga skolbildningar såsom brittisk kontextualism och Pragskolan. 
Tree-adjoining grammar är en grammatikformalism med intressanta matematiska egenskaper som ibland har använts som bas för syntaktisk beskrivning av naturligt språk.

## Syntax inom datavetenskap
En annan, men besläktad, betydelse av termen syntax har utvecklats inom datavetenskapen, särskilt i underavdelningen programspråk. Där syftar begreppet syntax på uppsättningen av tillåtna reserverade ord och den möjliga ordningen av språkelement i ett program. I en Wikipedia-artikel handlar syntaxen om den korrekta följden av de olika formateringstecknen i wikikoden (den koden nås via länken "Redigera wikitext"). 
Datorspråks syntax är ofta på nivå 2 (det vill säga en kontextfri grammatik) i Chomskyhierarkin (namngiven efter språkforskaren Noam Chomsky). Därmed är det möjliga ordnandet av token vanligen mycket begränsat. Analysen av ett programs syntax görs oftast med ett automatiskt genererat program som kallas parser, som ofta konstruerar ett abstrakt syntaxträd.